# 東京朝鮮第四初中級学校

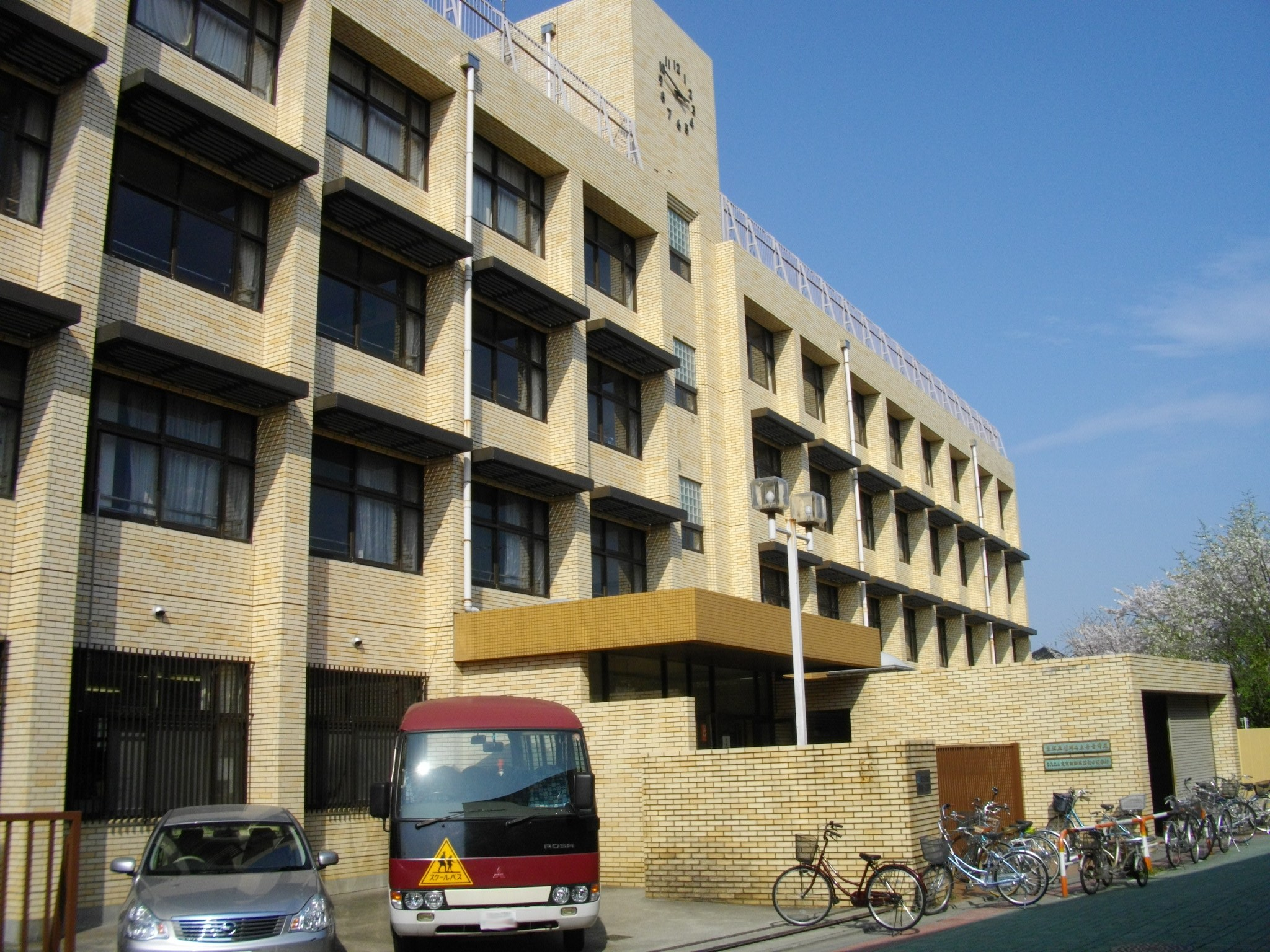
東京朝鮮第四幼初中級学校

東京朝鮮第四幼初中級学校（とうきょうちょうせんだいよんようしょちゅうきゅうがっこう、도꾜조선제4초중급학교）は、学校法人東京朝鮮学園が運営する東京都足立区にある朝鮮学校である。
日本の幼稚園・小学校・中学校に相当する教育を行っている各種学校（非一条校）である。

## 沿革
- 1945年 - 国語講習所として発足
- 1947年 - 東京朝鮮足立初等学院に改称
- 1948年 - 東京朝鮮第四小学校に改称
- 1955年 - 東京朝鮮第四初級学校に改称
- 1964年 - 中級部を設置し現校名となる
- 2006年 - 災害時指定足立区第一次避難場所になる
- 2018年 - 幼稚班を併設、東京朝鮮第四幼初中級学校に改称
- 2021年 - 東京朝鮮第四幼初中級学校を支援する会が発足

## 学科
- 中級部
- 初級部
- 幼稚班

## 出身者
- 徐裕行（村井秀夫刺殺事件実行犯）[1]

## 生徒数
- 2021年4月の時点で116人[2]
- 2022年4月の時点で104人[3]
- 2023年4月の時点で100人[4]
- 2024年4月の時点で91人[5]

## 所在地
- 〒123-0844 東京都足立区興野1-18-12